# Tatomir, Voievod de Ung și Bereg
Tatomir, a fost Voievod de Ung și  Bereg între anii 1280 și 1320.

A avut 3 fii:

1. Seneslau de Dolha, Voievod de Ung 

2. Maxim, Cneaz de Iloșva 

3. Crăciun de Bilca, Bereg.